# Ляпуновы
Ляпуно́вы — русский древний дворянский род из рязанских бояр.
Род внесён в Бархатную книгу. При подаче документов для внесения рода в Бархатную книгу была предоставлена родословная роспись Ляпуновых и двадцать указных грамот различным представителям рода (1607—1679).
Род внесён в VI часть дворянских родословных книг Калужской, Костромской, Московской, Нижегородской и Рязанской губерний.
Секунд-майор Павел Петрович Ляпунов по его желанию (?) был причислен (19.11.1790) не в VI часть, по древности рода, а в III часть ДРК Рязанской губернии. Губернский секретарь Пётр Иванович Ляпунов занесен (20.09.1830) в VI часть ДРК Рязанской губернии.
Есть ещё два рода Ляпуновых, позднейшего происхождения.

## Происхождение и история рода
Род, традиционно причислявший себя к Рюриковичам и производивший себя от удельных князей Галича-Мерьского. Первые Ляпуновы служили новгородскими архиерейскими дворянами; позже основные их поместья находились в Рязанской губернии.
По традиционной версии родословной, потомство родоначальника Ивана Борисовича Ляпуна Осинина, происходящего якобы от галичского князя Константина Ярославича. Его потомки княжили в Галиче Костромском (Мерьском) до тех пор, пока великий князь Дмитрий Донской не присоединил Галичское княжество к своим владениям, изгнав оттуда (1362) князя Дмитрия Ивановича, который, потеряв удел, нашёл приют в Новгороде, вступив в службу к архиепископу. Там продолжал жить и служить оставшийся в живых сын бывшего галицкого властителя князь Василий Дмитриевич. Правнуки Дмитрия Ивановича уже не носили княжеского титула. Потомки галицких князей числились архиерейскими новгородскими боярами, или, как тогда говорили, софийским дворянами.
Правнуки его сына, Василия Дмитриевича, утратившего уже княжеское достоинство: Дмитрий, по прозванию Берёза, Семён Осина и Иван Ива, являются родоначальниками дворянских фамилий Березиных, Осининых, Ивиных, а также Ильиных.
Родоначальник дворянского рода Ляпун Осинин, внук Семёна Осины, был у новгородского архиепископа Пимена боярином, оставил потомкам прозвище Ляпуновых. Один из его внуков Семён Иванович Ляпунов перешёл на службу к рязанскому князю, который пожаловал ему поместье, а потому Ляпуновы стали боярами и дворянами Рязанского княжества.
У Петра Саввича Ляпунова было пятеро сыновей, из которых средний, Прокопий Петрович, знаменитый деятель времён Смутного времени. Старшим братом лидера Первого ополчения был Александр Петрович, вторым — Григорий Петрович, убитый в бою в (1606). А моложе Прокопия Петровича были Захарий и Семён Петровичи.

## Описание гербов

#### Герб Ляпуновых 1785 г.
В Гербовнике Анисима Титовича Князева 1785 года имеется изображение печати с гербом Николая Фёдоровича Ляпунова, с пометой — общий их роду: в щите, имеющем красное поле, изображена зелено-розовая птица (орел?), держащая в левой лапе — золотой брусок, а в правой — серый меч, острием вверх, над которым видна золотая корона. Щит увенчан дворянской короной (дворянский шлем и намёт отсутствуют). Вокруг щита вьющиеся цветы.

#### Герб. Часть IV. № 16.
В щите, имеющем серебряное поле, изображён чёрный одноглавый орёл, держащий в правой лапе меч, а в левой — золотой брусок, и над мечом видна корона. Щит покрыт мантией и шапкой, принадлежащими княжескому достоинству.

## Известные представители
- Ляпунов Василий Иванович — вернулся в Москву из-под Полоцка и направлен годовать вторым воеводою в Алысту (1563).
- Ляпунов Фёдор Иванович — по завоевании Влеха оставлен в городе первым осадным воеводою (1577-1578).
- Ляпунов Алексей Юрьевич — при Иване Грозном переведён из Новгорода в Москву и ему было пожаловано поместье в Костроме, где числился городовым дворянином.
- Ляпунов Григорий Петрович — воевода (1595).
- Ляпунов Борис Иевлевич — станичный голова Тихой Сосны (1595).
- Ляпуновы: Степан и Василий Иевлевичи — погибли под Москвой в Смутное время.
- Ляпунов Владимир Прокофьевич — воевода (1614 и 1625).
- Ляпунов Иван Алексеевич — дворянин, окладчик дворян и детей боярских Костромской десятни (1628 и 1631), участвовал в боях под Смоленском против Речи Посполитой (1634).
- Ляпунов Иван Захарьевич — рязанский городовой дворянин (1627—1629), московский дворян (1636—1640).
- Ляпунов Фёдор Григорьевич — рязанский городовой дворянин (1627—1629), московский дворянин (1636-1640), голова у стольников в походе из Ливен в Белгород(1646), пристав у шведских послов (1648).
- Ляпунов Ульян Семёнович — рязанский городовой дворянин (1627—1629), московский дворянин (1636—1658), воевода в Михайлове (1631), Усерде (1644).
- Ляпунов Лев Прокофьевич — рязанский городовой дворянин (1627—1629), московский дворянин (1636—1668), воевода в Белгороде (1658).
- Ляпунов, Василий Григорьевич — стряпчий с платьем (1627—1629), стольник (1636—1640) и воевода.
- Ляпунов Владимир Прокофьевич — московский дворянин (1627—1640).
- Ляпунов Лукьян Иванович — стольник (1627—1658).
- Ляпунов Василий Владимирович — стольник (1627—1658), второй есаул в походе из Ливен в Белгород (1646), на бракосочетании царя Алексея Михайловича с Марией Ильиничной Милославской нёс вторым государев каравай (1648).
- Ляпунов Тихон Иванович — дворянин (1631), в бою под Смоленском ранен поляками (1634).
- Ляпунов Лукьян Иванович — стольник, на крестины царевны Марфы Алексеевны второй стольник за большим государевым столом (1653), послан от царя Алексея Михайловича с милостивым словом к окольничему и князю Долгорукому, Бутурлину и князю Ромодановскому (1660).
- Ляпунов Иван Иванович Большой — стольник, на крестины царевны Марфы Алексеевны второй стольник за кривым государевым столом в Столовой палате (1653), голова сотни жильцов при встрече за Земляным городом шведских послов (1662 и 1674).
- Ляпунов Лука Владимирович — стольник, воевода в Белой (1658), Витебском и Полоцком уездах против «воровских людей» (ноябрь 1658), Канёве (1664), Путивле (1676), похвальная царская грамота (1679).
- Ляпунов Иван — дьяк (1676).
- Ляпунов Григорий Васильевич — на бракосочетании царя Алексея Михайловича с Марией Ильиничной Милославской нёс первым государев каравай (1648), воевода в Переславле-Рязанском (1679).
- Ляпунов Андрей Григорьевич — стольник, второй завоеводчик в Крымском походе (1687).
- Ляпунов Пётр Александрович — есаул в Крымском походе (1687).
- Ляпуновы: Дмитрий Григорьевич, Василий Львович, Андрей Матвеевич — стряпчие (1676—1692).
- Ляпуновы: Фёдор и Иван Григорьевичи — стольники царицы Прасковьи Фёдоровны (1692—1696).
- Ляпуновы: Фёдор Матвеевич, Семён Львович, Иван Иванович, Тимофей, Пётр и Василий Александровичи, Василий и Андрей Григорьевичи, Григорий и Александр Васильевичи — стольники (1658—1696)[9][3][10].
- Ляпунов Василий Александрович — бухгалтер Императорского Казанского университета, коллежский советник, отец Михаила и дед Александра, Бориса и Сергея Ляпуновых.
  - Ляпунов, Михаил Васильевич (1820—1868) — русский астроном (отец Александра, Бориса и Сергея).
    - Ляпунов, Александр Михайлович (1857—1918) — русский математик и механик, сын М. В. Ляпунова, брат С. М. и Б. М. Ляпуновых.
    - Ляпунов, Борис Михайлович (1862—1943) — русский лингвист, сын М. В. Ляпунова, брат А. М. и С. М. Ляпуновых.
    - Ляпунов, Сергей Михайлович (1859—1924) — русский композитор и пианист, сын М. В. Ляпунова, брат А. М. и Б. М. Ляпуновых.
      - Ляпунова, Анастасия Сергеевна (1903—1973) — советский музыковед, текстолог и библиограф, дочь С. М. Ляпунова.
- Ляпунов, Александр Яковлевич (1839—1895) — генерал-майор, герой русско-турецкой войны 1877—1878 годов.
- Ляпунов, Алексей Андреевич (1911—1973) — выдающийся математик, один из основоположников кибернетики.
- Ляпунов, Дмитрий Петрович (1775—1821) — российский командир эпохи наполеоновских войн, генерал-майор.